# Hệ thống nông nghiệp
Hệ thống nông nghiệp là biểu hiện trong không gian của sự phối hợp các ngành sản xuất và các kỹ thuật do một xã hội thực hiện để thỏa mãn nhu cầu. Nó biểu hiện đặc biệt sự tác động qua lại giữa một hệ thống sinh học - sinh thái mà môi trường tự nhiên là đại diện và một hệ thống xã hội - văn hóa, qua các hoạt động xuất phát từ những thành quả kỹ thuật.
Hệ thống nông nghiệp là một phương thức khai thác môi trường được hình thành và phát triển trong lịch sử, một hệ thống thích ứng với điều kiện sinh thái, khí hậu của một không gian nhất định đáp ứng với các điều kiện và nhu cầu của thời điểm ấy.

## Phương pháp tiếp cận hệ thống nông nghiệp
- Phương pháp tiếp cận truyền thống: có đặc điểm là các ý tưởng, kết quả nghiên cứu được hình thành mang nhiều tính chủ quan của các nhà khoa học nó ít xuất phát từ thực tiễn.
- Phương pháp tiếp cận có sự tham gia: trong quá trình nghiên cứu có sự tham gia của nông dân.